# Bill Mosienko
William Mosienko, född 2 november 1921 i Winnipeg, Manitoba, död 9 juli 1994 i Winnipeg, var en kanadensisk professionell ishockeyspelare. Mosienko spelade som högerforward för Chicago Black Hawks i NHL åren 1941–1955.
I Chicago Black Hawks spelade Mosienko bland annat i den berömda kedjan "Pony Line" med bröderna Max och Doug Bentley. 1952, i en match mot New York Rangers, gjorde han tre mål, ett så kallat hattrick, på rekordsnabba 21 sekunder.
Mosienko valdes in som ärad medlem i Hockey Hall of Fame 1965.

## Statistik
MJHL = Manitoba Junior Hockey League, AHA = American Hockey Association, QSHL = Quebec Senior Hockey League, WHL = Western Hockey League
| 1939–40    | Winnipeg Monarchs     | MJHL             | 24  | 21  | 8   | 29  | 14  | 7  | 8  | 3  | 11 | 2  |
| 1940–41    | Providence Reds       | AHL              | 36  | 14  | 19  | 33  | 8   | —  | —  | —  | —  | —  |
| 1940–41    | Kansas City Americans | AHA              | 7   | 2   | 2   | 4   | 0   | 8  | 4  | 1  | 5  | 2  |
| 1941–42    | Kansas City Americans | AHA              | 33  | 12  | 19  | 31  | 9   | —  | —  | —  | —  | —  |
| 1941–42    | Chicago Black Hawks   | NHL              | 11  | 6   | 8   | 14  | 4   | 3  | 2  | 0  | 2  | 0  |
| 1942–43    | Chicago Black Hawks   | NHL              | 2   | 2   | 0   | 2   | 0   | —  | —  | —  | —  | —  |
| 1942–43    | Quebec Aces           | QSHL             | 8   | 5   | 3   | 8   | 2   | 4  | 2  | 2  | 4  | 2  |
| 1943–44    | Chicago Black Hawks   | NHL              | 50  | 32  | 38  | 70  | 10  | 8  | 2  | 2  | 4  | 6  |
| 1944–45    | Chicago Black Hawks   | NHL              | 50  | 28  | 26  | 54  | 0   | —  | —  | —  | —  | —  |
| 1945–46    | Chicago Black Hawks   | NHL              | 40  | 18  | 30  | 48  | 12  | 4  | 2  | 0  | 2  | 2  |
| 1946–47    | Chicago Black Hawks   | NHL              | 59  | 25  | 27  | 52  | 2   | —  | —  | —  | —  | —  |
| 1947–48    | Chicago Black Hawks   | NHL              | 40  | 16  | 9   | 25  | 9   | —  | —  | —  | —  | —  |
| 1948–49    | Chicago Black Hawks   | NHL              | 60  | 17  | 25  | 42  | 6   | —  | —  | —  | —  | —  |
| 1949–50    | Chicago Black Hawks   | NHL              | 69  | 18  | 28  | 46  | 10  | —  | —  | —  | —  | —  |
| 1950–51    | Chicago Black Hawks   | NHL              | 65  | 21  | 15  | 36  | 18  | —  | —  | —  | —  | —  |
| 1951–52    | Chicago Black Hawks   | NHL              | 70  | 31  | 22  | 53  | 10  | —  | —  | —  | —  | —  |
| 1952–53    | Chicago Black Hawks   | NHL              | 65  | 17  | 20  | 37  | 8   | 7  | 4  | 2  | 6  | 7  |
| 1953–54    | Chicago Black Hawks   | NHL              | 65  | 15  | 19  | 34  | 17  | —  | —  | —  | —  | —  |
| 1954–55    | Chicago Black Hawks   | NHL              | 64  | 12  | 15  | 27  | 24  | —  | —  | —  | —  | —  |
| 1955–56    | Winnipeg Warriors     | WHL              | 64  | 22  | 23  | 45  | 37  | 14 | 6  | 12 | 18 | 4  |
|            | Winnipeg Warriors     | Edinburgh Trophy | —   | —   | —   | —   | —   | 6  | 6  | 3  | 9  | 6  |
| 1956–57    | Winnipeg Warriors     | WHL              | 61  | 27  | 26  | 53  | 25  | —  | —  | —  | —  | —  |
| 1957–58    | Winnipeg Warriors     | WHL              | 65  | 38  | 36  | 74  | 43  | 7  | 1  | 0  | 1  | 6  |
| 1958–59    | Winnipeg Warriors     | WHL              | 63  | 42  | 46  | 88  | 55  | 7  | 1  | 3  | 4  | 10 |
| NHL totalt | NHL totalt            | NHL totalt       | 710 | 258 | 282 | 540 | 121 | 22 | 10 | 4  | 14 | 15 |

## Meriter
- Lady Byng Memorial Trophy – 1944–45
- NHL Second All-Star Team – 1944–45 och 1945–46